# Resolutie 455 Veiligheidsraad Verenigde Naties
Resolutie 455 van de Veiligheidsraad van de Verenigde Naties werd bij consensus aangenomen op 23 november 1979.

## Achtergrond
Het blanke minderheidsbestuur van Zuid-Rhodesië had zich in 1965 onafhankelijk verklaard van het Verenigd Koninkrijk maar het regime werd door de VN illegaal verklaard en sancties opgelegd. Buurlanden die die sancties naleefden en de vrijheidsstrijd van de bevolking in Zuid-Rhodesië steunden werden aangevallen. Zuid-Afrika, waar eveneens een blank racistisch regime aan de macht was, deed net hetzelfde en de twee landen werkten samen.

## Inhoud
De Veiligheidsraad:
- Neemt nota van de brief van Zambia.
- Heeft de verklaring van Zambia overwogen.
- Is erg bezorgd over de agressie van Zuid-Rhodesië tegen Zambia.
- Is ook erg bezorgd over de collusie (samenspanning) met Zuid-Afrika tegen Zambia.
- Betreurt de doden en de schade.
- Is ervan overtuigd dat de agressie bedoeld is om de economie en de steun aan de strijd van het Zimbabwaanse volk voor vrijheid van Zambia te verzwakken.
- Herinnert aan resolutie 424 die de invasie veroordeelde.
- Herbevestigt dat het bestaan van het illegale regime en diens agressie tegen Zambia en andere buurlanden de wereldvrede bedreigt.
- Weet dat er stappen moeten worden ondernomen tegen bedreigingen van de wereldvrede.

1. Veroordeelt de agressie van Zuid-Rhodesië tegen Zambia.
2. Veroordeelt ook de collusie met Zuid-Afrika.
3. Looft Zambia en andere frontlanden voor hun steun aan het Zimbabwaanse volk voor vrijheid en hun tegenstand tegen Zuid-Rhodesië.
4. Roept het Verenigd Koninkrijk op te zorgen dat de agressie van het illegale regime van Zuid-Rhodesië tegen Zambia ophoudt.
5. Roept op tot volledige schadevergoeding voor Zambia door de verantwoordelijke.
6. Roept verder de lidstaten en internationale organisaties op Zambia te steunen bij het herstel.
7. Beslist om een comité op te richten uit vier van zijn leden, om deze resolutie te helpen uitvoeren.
8. Besluit om op de hoogte te blijven.

## Verwante resoluties
- Resolutie 445 Veiligheidsraad Verenigde Naties
- Resolutie 448 Veiligheidsraad Verenigde Naties
- Resolutie 460 Veiligheidsraad Verenigde Naties
- Resolutie 463 Veiligheidsraad Verenigde Naties

Lijst ·  444 ·  445 ·  446 ·  447 ·  448 ·  449 ·  450 ·  451 ·  452 ·  453 ·  454 ·  455 ·  456 ·  457 ·  458 ·  459 ·  460 ·  461